# Singelband
Onder singelband wordt een sterke en elastische band verstaan, die is vervaardigd uit rubber en/of een elastisch weefsel.
De belangrijkste toepassing van singelband is bij het stofferen van meubelen. De singelband wordt tijdens het aanbrengen ervan op spanning gehouden met een singelspanner. Een mat van singelband is dan de eerste elastische onderlaag van zitkussens bij bankstellen, of bij matrassen. In het laatste geval is het alternatief een bedspiraal.
Veel voorkomende materialen voor singelband zijn rubber en jute. De band, die gewoonlijk 70 tot 85 mm breed is, wordt verkocht op rollen.